# Taylor Ridge
Taylor Ridge ist ein 16 km langer Gebirgskamm im westantarktischen Marie-Byrd-Land. Im Königin-Maud-Gebirge ragt er als markante Felswand entlang der Westseite des Scott-Gletschers zwischen den Einmündungen des Koerwitz- und des Vaughan-Gletschers auf.
Mitglieder einer von Quin Blackburn (1900–1981) geführten Geologenmannschaft entdeckten ihn bei der US-amerikanischen Byrd Antarctic Expedition (1928–1930). Das Advisory Committee on Antarctic Names benannte ihn nach 1967 nach John H. Taylor, Ionosphärenphysiker auf der Amundsen-Scott-Südpolstation im antarktischen Winter 1966.